# Фаселис
Фаселис или Фалесида (грч. Φασηλίς) је древни ликијски град који је постојао на месту данашње провинције Анталија, Турска. Смештен је између планина Беј и шуме националног парка Олимпос, 16 km западно од туристичког места Кемер и на 57. километру пута Анталија–Кумлука.

## Историја
Град су основали досељеница са Родоса на челу са Лакаиосом, око 700. п. н. е.. С обзиром да је смештен на превлаци између две луке, постао је један од најважнијих градова западне Ликије односно средиште трговине између Грчке, Азије, Египта и Леванта, иако није припадао Ликијској лиги.
Град је имао три луке: једну на северу полуострва, другу на североистоку, а трећу на југозападу. Римски географ Страбон говори да је иза средње луке било мало језеро, које се данас претворило у мочвару.
Фаселис, који се налази на граници два историјска региона, понекад је припадао Ликији, а понекад и Памфилији. У граду доминирају преокрети: у 5. веку. п. н. е. освајају га Персијанци и држе неко време, затим је град ослобођен из Персијског царства и улази у Атинску поморску унију. Затим, у 4. веку п. н. е. градом влада цар Карије Маузол, за еим владар суседног града Лимира Перикл3 333. п. н. е.
Град је Александра Великог дочекао као ослободииоца и предао му златну круну. Могуће је да је златни саркофаг Александра Великог са својим пепелом чуван у Фаселису. Саркофаг је, по предању пребачен из Александрије у „залазак сунца” Римског царства, када се раширило хришћанство, а присталице нове религије уклониле све паганско. Каже се да је у то време град био познат по уљу и ружама. Након Александра Великог, град је прелазио из руке у руку - њиме су владали Птолемеји, Родосци и 167. п. н. е. постао је члан Ликијске лиге што показује ковани новац из тог доба. Фаселис, заједно са градом Олимпос, понекад је био подвргнут пљачкама пирата, а 42. п. н. е. пао је под власт Римског царства. Од тада почиње обнова града, расте његово благостање. Процват града трајао је око 300 година. Године 129. град је посетио цар Хадријан. У његову част изграђен је монументални лук са сводом на улазу у главну улицу, почевши од јужне луке. Историчари кажу да је град с времена на време патио од епидемије грознице, коју су Родесци вероватно пренели тамо, а понекад су доживљавали тешке дане због напада дивљих оса. У 5. - 6. веку, за време владавине Византијског царства, Фаселис је био један од градова који су прихватили услове Халкедонског сабора (451. година). После инвазије Арапа у 7. веку у граду почиње нови период просперитета (8. век). Из тог периода датирају рушевине градских зидина и грађевина.
Године 1158. опсаду града држали су Турци Селџуци. Неколико земљотреса, као и раст трговинске активности у лукама Анталија и Алања, довели до тога да је Фаселис до 13. века изгубио свој значај и да су га становници у великом броју напустили.

## Фаселис данас
Већина сачуваних рушевина припада римском и византијском периоду и налазе се на главној улици која повезује северну и јужну луку. У подручју позоришта и агоре налази се мали трг, на југоисточној страни од којег води степениште до позоришта и акрополе. Саграђена у 4. веку пре нове ере. на падини акрополе, позориште је релативно мало (његових 20 редова је предвиђено за 3.000 људи) и представља типичан пример амфитеатра из хеленистичког периода. Рушевине које су сачуване до данас показују да су театар изградили Римљани. У касном римском периоду, амфитеатар је служио као арена, а у касном византијском периоду његова сцена се користила као део градског зида.
Десно од улаза у град налазе се најстарији зидови градске тврђаве (3. век п. н. е.), као и рушевине, највероватније храм или монументална крипта. На падинама иза северне луке налази се градско гробље. Најимпресивније рушевине Фаселиса су водовод који се уздиже изнад паркинга. У близини је видљив капацитет за воду. Град је снабдеван водом из извора на северном брду. У граду су постојале три агоре: једна насупрот позоришту, друга два на десној страни главне улице која води до јужне луке. Унутар агоре, која се налази насупрот позоришту, виде се рушевине мале базилике византијског периода. Импресивне и урбане купке на градском тргу. Посебно су занимљиве мале купке, чији је систем грејања био типичан за римска купатила. У две некрополе града налазе се гробнице са поклопцима који приказују фигуре Ероса и лавова.